# Шевчук Олександр Андрійович
Олександр Андрійович Шевчук (10 серпня 1921, с. Бараші Барашівської волості Житомирського повіту Волинської губернії — 2012, Санкт-Петербург) — російський письменник, член спілки письменників Росії.

## Життєпис
Народився Олександр Андрійович 20 серпня 1921 року на хуторі в урочищі Торчин села Бараші Барашівської волості Житомирського повіту Волинської губернії у селянській родині.
У 1933 році, після страшного голодомору, разом з родиною переселяються у село Петровське Псковської області. Тут пройшли юнацькі роки Олександра.
У 1937 році Олександр разом з родиною повертається у Бараші. Пізніше переїжджає до Коростеня, де влаштовується на будівництво гідроелектростанції. Після цього працює у локомотивному депо станції «Коростень».
У 1940 році Олександра Андрійовича призивають на військову службу, яку проходить на Балтійському флоті.
Учасник бойових дій в період німецько-радянської війни 1941-1945 рр. Служив сигнальником на сторожовому катері МО-201 і на інших кораблях Балтійського флоту.
Тяжко поранений, нагороджений орденом Вітчизняної війни I ступеня, медаллю «За відвагу» та іншими.
Після війни знову працював на будівництві та річному транспорті. Закінчив Літературну студію при ЦК ВЛКСМ України.
За покликом душі і серця повертається на північ, в ті місця, де пройшли головні віхи життя: флот і війна — в Ленінград. Там залишався до останніх днів свого життя.
Помер у 2012 році у Санкт-Петербурзі.

## Творчість
У 1956 році у Києві вийшла перша книга віршів «Море шумить». Потім було багато публікацій в журналах «Райдуга», «Аврора», в різних газетах. В 90-х роках побачили світ декілька збірок віршів та прози.
З 1997 року Олександр Андрійович став членом Союзу письменників Росії. У 2001 році йому присудили премію імені В. С. Пікуля з врученням золотої медалі.
Одна з його книг «Вмирати не маю права» видавалася тричі, останнє видання вийшло у 2010 році.

### Інші публікації
- Вид с Касьяновой горы: Стихи. — 1991;
- Я в такие времена: Стихи. — 1995;
- Боевая тревога. — 1993;
- Мы и они. — 1996;
- Ты — гуцул, и я — гуцул: Стихи. — 1997;
- Сюжеты. — 1998;
- Жестоко днесь… горим и тонем. — 1999;
- Одиннадцатая навигация. — 2000;
- В трехколесном году. — 2000;
- Здравствуй, Ладога: Док. повесть. — 2001;
- Мой самый младший брат: Повесть. — 2002.

## Родина
Молодший брат Василь — відомий український письменник.